# Nutte
Das Wort Nutte wird, wie auch die Wörter Hure, Metze und Dirne, als Synonym für das Wort Prostituierte gebraucht.
Während „Hure“, „Metze“ und „Dirne“ aus dem Wortschatz des Mittelalters hervorgegangen sind, entstammt das Wort „Nutte“ dem Berlinischen des späten 19. Jahrhunderts. Von den vorgenannten Synonyma unterscheidet es sich insofern, als es nur im derb-vulgären Sprachgebrauch üblich ist und damit immer in klar geringschätzender Absicht benutzt wird.

## Etymologie
Entstanden ist der Begriff vermutlich aus der ebenfalls vulgär-abwertend gemeinten Verwendung des Wortes „Nut(e)“ („Spalt“, „Fuge“ oder „Ritze“) für das weibliche Geschlechtsteil, die Vulva. Zunächst dürfte die „Nut“ wohl allgemein auf das „Mädchen“ übertragen worden sein, bevor es nur noch für die Prostituierte verwendet wurde. Friedrich Kluge zieht in seinem Etymologischen Wörterbuch auch die Möglichkeit einer Übertragung von „Nuss“ in Betracht, denn in der Jägersprache bezeichnet dieses Wort das Geschlechtsteil verschiedener Säugetiere. Doch sei, so merkt Kluge an, „eine sichere Trennung (Nuß – Nutte) … für diesen Bereich nicht möglich“.
Ursprünglich bezog sich die Bezeichnung „Nutte“ wohl nur auf eine junge Prostituierte, die kein Geld für ihre Dienste nahm und ein kindliches Aussehen hatte. Ein früher Beleg hierfür findet sich in einem Kriminalprozessbericht von Hugo Friedländer aus dem Jahr 1891: „Lenz habe vielfach in einem in der Turmstraße belegenen ‚Nuttenkeller‘ verkehrt. Es sei das ein Keller, in dem Männer und halbwüchsige 13- bis 16-jährige Prostituierte verkehren.“
Möglich ist auch eine Entstehung aus dem Rotwelsch-Wort „Nida“ oder „Nidde“ für eine menstruierende Frau. Auch dieser Begriff wurde später auf die Prostituierte übertragen.

## Wortfeld
Im Wortfeld um die „Nutte“ finden sich immer derb und abwertend gemeinte Redensarten und Komposita:
In der Soldatensprache der 1930er Jahre finden sich zum Beispiel „wie eine Nutte in Feuerstellung liegen“ für einen Mann, der „in Rückenlage mit gespreizten Beinen“ liegt oder „sitzen wie eine (vollgeile) Nutte in Lauerstellung“ für „sehr unanständig sitzen“.
Ebenfalls aus den 1930er Jahren stammt der Ausdruck „schiefe Nutte“, der die unehrliche oder unaufrichtige Prostituierte bezeichnet. In dieser Zeit entstand auch die Redensart „stinken wie eine Nutte“, mit dem auf den Geruch nach einem billigen Parfüm angespielt wird; ähnlich auch das Kompositum „Nuttendiesel“ für ein billig oder aufdringlich riechendes Parfüm.
Die Komposita folgen alle dem Schema, ein Substantiv mit dem Wort „Nutte“ zu verbinden, um die mit dem Substantiv bezeichnete Person herabzuwürdigen. Zum Beispiel „Filmnutte“ (etwa ab 1920) für eine Frau, die als Gegenleistung für eine Rolle in einem Film zum Geschlechtsverkehr bereit ist; analog die „Theater-Nutte“ (etwa ab 1925) für eine „Schauspielerin mit geringem Bühnentalent, aber tüchtig in der Nutzanwendung ihrer körperlichen Reize“. Bereits aus den 1930er Jahren stammt die „Windsnutte“ für eine „beischlafwillige Motorradmitfahrerin“.
Eine Fülle von Komposita entstammt den Orten, an denen Prostituierte auf ihre Freier warten: so zum Beispiel die „Abrufnutte“ (etwa ab 1958) für das Callgirl. In den 1960er Jahren entstanden aus dem Bereich der Straßenprostitution stammende Begriffe wie „Autonutte“, die zu einem Freier in das Auto steigt, „Benzinnutte“, die ihr Gewerbe in ihrem eigenen Wagen ausübt, oder allgemein die „Zwanzigmarknutte“ für eine Frau, die auf dem Straßenstrich arbeitet.
Auf die Art der Bezahlung spielt beispielsweise die „Naturaliennutte“ (ab etwa 1925) an, die gegen Bezahlung in Naturalien arbeitet.